# 平山理志
平山 理志（ひらやま ただし）は、日本のアニメーションプロデューサー。東映アニメーション所属。

## 人物
開成高等学校、東京大学卒業後、1999年にマッドハウスへ制作進行として入社。同期には同じく東大卒で現在はアニメ演出家の中村亮介がいた。
マッドハウスを1年程度で退職し、2000年にサンライズへ転職。制作進行として、『アルジェントソーマ』『スクライド』『SDガンダムフォース』を担当した後、2004年より制作デスクとして『舞-HiME』シリーズ等担当。2009年には同社第8スタジオプロデューサーに就任し、『境界線上のホライゾン』『アクセル・ワールド』『ラブライブ!』など数々のヒット作品を生み出す。
サンライズに入社した当時は、演出志望であったがのちにプロデューサー志望に転向した。第一制作部副部長を経て、第二制作部部長を歴任。
2019年7月に東映アニメーションに転職し、『ラブライブ！』シリーズにてかかわりのあった酒井和男、花田十輝とともに『ガールズバンドクライ』の企画を立ち上げ、2024年春に放送される。

## 参加作品

### テレビアニメ
2000年
- アルジェントソーマ（2000年 - 2001年、制作進行）

2001年
- スクライド（制作進行）

2004年
- SDガンダムフォース（制作進行）
- 舞-HiME（2004年 - 2005年、制作デスク）

2005年
- 舞-乙HiME（2005年 - 2006年、制作デスク）

2007年
- アイドルマスター XENOGLOSSIA（制作デスク）

2009年
- 宇宙をかける少女（アシスタントプロデューサー）

2011年
- 境界線上のホライゾン（プロデューサー）

2012年
- 境界線上のホライゾンII（プロデューサー）
- アクセル・ワールド（プロデューサー）

2013年
- バディ・コンプレックス（プロデューサー）
- ラブライブ!（プロデューサー）

2014年
- バディ・コンプレックス 完結編 -あの空に還る未来で-（プロデューサー）
- ラブライブ!（第2期、プロデューサー）

2016年
- ラブライブ!サンシャイン!!（プロデューサー）

2017年
- ラブライブ!サンシャイン!!（第2期、プロデューサー）

2024年
- ガールズバンドクライ（プロデューサー）

### 劇場アニメ
2012年
- ねらわれた学園（プロデューサー）

2015年
- ラブライブ!The School Idol Movie（プロデューサー）

2019年
- ラブライブ!サンシャイン!! The School Idol Movie Over the Rainbow（プロデューサー）

### OVA
2006年
- 舞-乙HiME Zwei（2006年 - 2007年、制作デスク）

2008年
- 舞-乙HiME 0〜S.ifr〜（第1巻：制作デスク、第2・3巻：アシスタントプロデューサー）

## 関連人物
- 中村亮介 - 劇場アニメ「ねらわれた学園」で、プロデューサーと監督という立場で共に仕事をしている。